# 奥古斯塔·霍尔茨
奧古斯塔·路易絲·霍爾茨（德語：Augusta Louise Holtz，1871年8月3日—1986年10月21日）是一名美國超級人瑞，曾是人類史上最長壽者。

## 生平
1871年，霍爾茨生於德意志帝國波森省。2歲時移居美國，婚後與丈夫生下4名子女，而她的丈夫於1922年過世。隨著馬修·比爾德於1985年2月16日以高齡114歲又222天過世以後，霍爾茨成為在世最年長者。她於1986年10月21日在美國密蘇里州聖路易斯縣的一間安養院與世長辭，享嵩壽115歲79天。